# NGC 741
NGC 741 је елиптична галаксија у сазвежђу Рибе која се налази на NGC листи објеката дубоког неба.
Деклинација објекта је + 5° 37' 43" а ректасцензија 1h 56m 20,9s. Привидна величина (магнитуда) објекта NGC 741 износи 11,3 а фотографска магнитуда 12,3. Налази се на удаљености од 62,752 милиона парсека од Сунца. NGC 741 је још познат и под ознакама IC 1751, UGC 1413, MCG 1-6-3, CGCG 413-8, 3ZW 38, VV 175, PGC 7252.